# Itame loricaria
Itame loricaria är en fjärilsart som beskrevs av Eduard Friedrich Eversmann 1844. Itame loricaria ingår i släktet Itame och familjen mätare. Inga underarter finns listade i Catalogue of Life.